# Lissochlora dubiaria
Lissochlora dubiaria là một loài bướm đêm trong họ Geometridae.